# ヤン・ハニョル
ヤン・ハニョル（朝: 양한열、2003年8月17日 - ）は、韓国の俳優。
近年は、『今、私たちの学校は…』などの出演で知られる。